# Stiege
Stiege is een plaats en voormalige gemeente, thans een deelgemeente van Oberharz am Brocken, in de Landkreis Harz in Saksen-Anhalt in Duitsland. Stiege telt 478 inwoners.

## Geografie
Stiege ligt aan de Uerdinger Linie, in het traditionele gebied van het Hoogduits. Stiege ligt niet ver van de grenzen van Nedersaksen en Thüringen.

## Verkeer

### Spoorwegen
Er is een station in Stiege van de Harzer Schmalspurbahnen. Een bijzonderheid is de keerlus waar stoomtreinen kunnen keren zonder met de stoomlocomotief te moeten omlopen.

## Geboren
- Theodor Hagemann (1761-1824), jurist